# Saint-Philippe-d'Aiguille
Saint-Philippe-d'Aiguille är en kommun i departementet Gironde i regionen Nouvelle-Aquitaine i sydvästra Frankrike. Kommunen ligger i kantonen Castillon-la-Bataille som tillhör arrondissementet Libourne. År 2022 hade Saint-Philippe-d'Aiguille 383 invånare.

## Befolkningsutveckling
Antalet invånare i kommunen Saint-Philippe-d'Aiguille
Referens:INSEE